# Paul Vidal (homme politique)
Pour les articles homonymes, voir Vidal.
Ne doit pas être confondu avec Paul Vidal (compositeur).
Paul Vidal, né le 8 septembre 1950, est un homme politique français. Membre des Républicains, il est sénateur du Rhône depuis 2024. Lors des élections de 2020, il est en 3e position sur la liste conduite par François-Noël Buffet, à qui il succède à la suite de la nomination au gouvernement de celui-ci.

## Biographie
Maire de Toussieu depuis 1995, président de la communauté de communes de l'Est lyonnais depuis 2014 et conseiller régional d'Auvergne-Rhône-Alpes depuis 2016, Paul Vidal est candidat à la députation en 2022 dans la onzième circonscription du Rhône, mais se place quatrième au premier tour, avec 15,14 % des voix.
À la suite de la nomination de François-Noël Buffet au gouvernement, Paul Vidal devient sénateur du Rhône le 22 octobre 2024.